# Подлесы
Подлесы (укр. Підліси) — село в Велицкой сельской общине Ковельского района Волынской области Украины.
Код КОАТУУ — 0722188605. Население по переписи 2001 года составляет 240 человек. Почтовый индекс — 45082. Телефонный код — 3352. Занимает площадь 0,651 км².